# 第一級資本
第一級資本（英語：Tier 1 capital），簡稱一級資本，是金融監管機構衡量銀行金融實力的主要指標，於1988年的巴塞爾資本協議開始使用。第一級資本主要由普通股的股東權益以及保留盈利組成，也會包括不可贖回的優先股。